# Suzanne Curchod

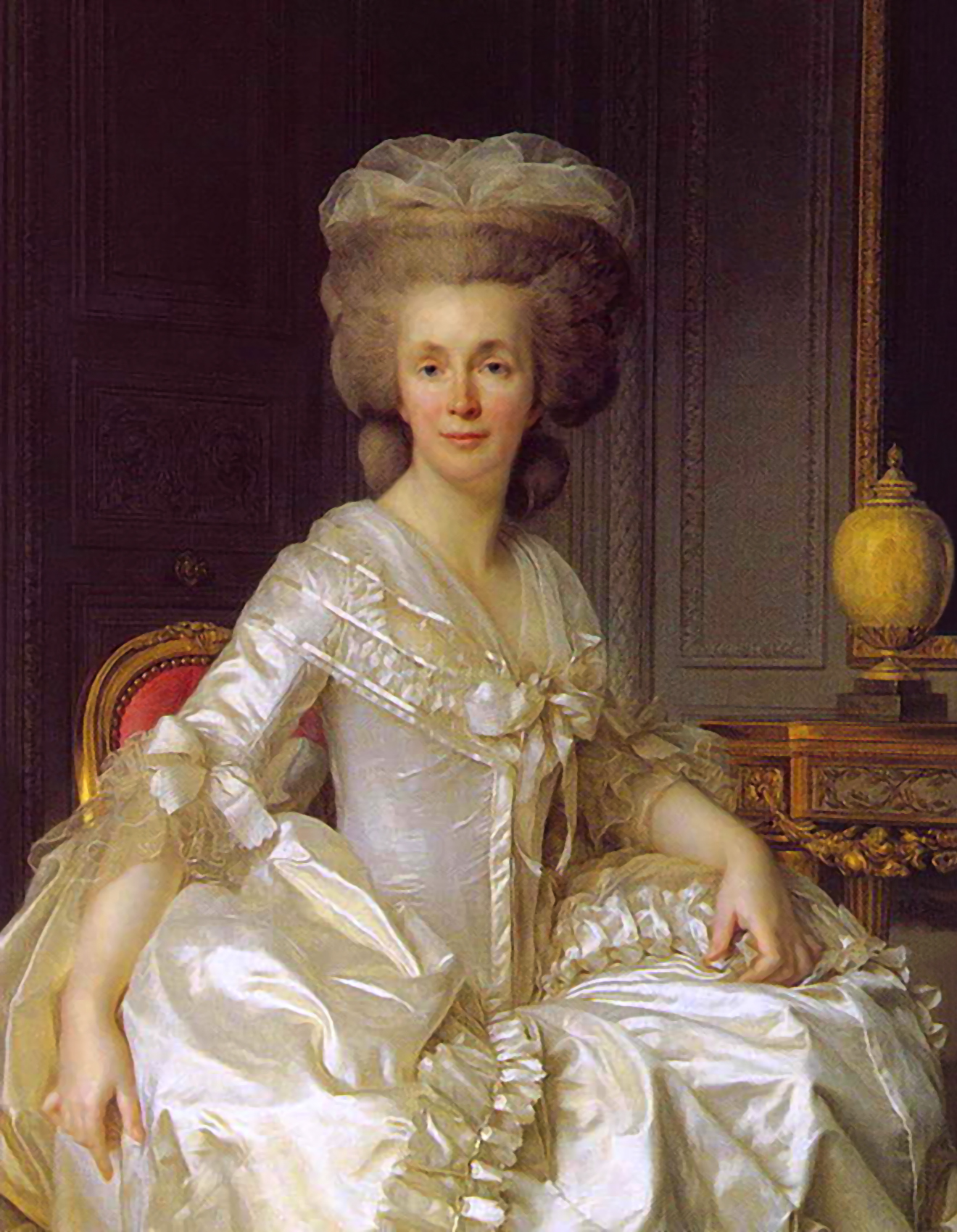
Suzanne Curchod

Suzanne Curchod (verheiratete Necker, * 2. Juni 1737 in Crassier, Schweiz; † 15. Mai 1794 in Lausanne, Schweiz), auch Madame Necker, war eine Schriftstellerin und bedeutende Pariser Salonnière der Aufklärung. Sie war Ehefrau des französisch-schweizerischen Bankiers und Politikers Jacques Necker und Mutter der Schriftstellerin Germaine de Staël.

## Leben und Schaffen
Suzanne Curchod war die Tochter eines reformierten Geistlichen, der ihr eine umfassende humanistische Bildung ermöglichte, was damals für Mädchen ungewöhnlich war. 1757 war sie für kurze Zeit mit dem Historiker Edward Gibbon verlobt. Nach dem frühen Tod der Eltern arbeitete Curchod als Gouvernante in Genf und später in Paris, wo sie 1764 Jacques Necker kennenlernte. Nach der Heirat mit Necker im gleichen Jahr wurde ihr Haus zum Treffpunkt bedeutender Persönlichkeiten der Aufklärung, aber auch von Mitgliedern des Hofes und Politikern des Ancien Régime. Zu den Besuchern zählten auch die anderen Salonièren Madame Geoffrin und Madame du Deffand sowie Schweizer Freunde. Sie selbst gehörte zu den Stammgästen im Salon der „philosophes“, den Madame Helvétius unterhielt.
Als ihr Mann unter dem neuen König Ludwig XVI. Finanzminister wurde, wandte Necker ihre Aufmerksamkeit dem Gefängnis- und Hospitalwesen zu. Schockiert von den Zuständen im Pariser Hôtel-Dieu gründete sie 1778 das „Hospice de charité“ – das heutige Hôpital Necker. Sie leitete das Krankenhaus anschließend zehn Jahre lang selbst. Außerdem betätigte sie sich als Autorin und verfasste u. a. das Memorandum zum Krankenhauswesen Mémoire sur l’Etablissement des hospices, 1786 und die Schrift Réflexions sur le divorce (Überlegungen zur Ehescheidung), 1794. Ihre Anregungen sollen zur Verbesserung der Gesundheitsverhältnisse beigetragen haben.
Nach dem Sturz Neckers als kurzfristiger Premierminister (1789) und angesichts der zunehmenden revolutionären Wirren in Frankreich zog sie sich mit ihm auf ein Schloss am Genfersee zurück. Sie starb nach langer Krankheit im Alter von nur 54 Jahren.

## Werke
- Mémoire sur l’établissement des hospices
- Des inhumations précipitées, 1790
- Réflexions sur le divorce, Lausanne 1794
- Mélanges (1798–1801)